# Masia de Ribatallada
|  | Per a altres significats, vegeu «Castell de Ribatallada». |

Ribatallada és un mas a uns 4 km a l'est del nucli d'Artés (el Bages) catalogat a l'Inventari del Patrimoni Arquitectònic de Catalunya.

## Arquitectura
Es tracta d'una masia orientada a llevant, de planta rectangular i coberta a doble vessant. En la façana principal, cara est, hi ha una finestra romànica, avui tapiada, constituïda per una columna de fust llis, amb un petit basament i un capitell que la culmina. Sota la finestra es troba una portalada de mig punt adovellada.
Al cantó de migjorn hi ha un altre portal, obrat amb totxo, material també emprat per delimitar la resta d'obertures.
El mas està envoltat per un barri, on hi ha alguns coberts.
L'aparell de la façana principal és obrat amb carreus un xic irregulars, però ben conservats. La resta de murs presenten força restes d'arrebossat.

## Història
Consta que el 1558 aquest mas fou adquirit per una sastre a l'antic pagès. A partir d'aquesta data el mas anà passant d'unes mans a altres. Va ésser comprat el 1653 a les hereves de Tomàs Oller i Oliva Gurri. Segons el capbreu de 1693, n'era propietari Josep Rodoreda. El 1753 és propietat d'Antoni Sobrevals, paraire d'Artés. El 1894 el propietari era Magí Vintró i Mas i el 1954 consta a nom de Josep Mª Vintró de Barcelona.
En aquest mas sempre hi ha hagut masover. El 1875 ho era Magí Trulls Closa. El 1915 ho era Valentí Cases Roca de Calders i el 1960, Sebastià Vilavendrell Morral, pagès d'Artés.